# The Wombats Proudly Present: A Guide to Love, Loss and Desperation
Albums de The Wombats
This Modern Glitch
(2011)
Singles
1. Backfire at the Disco
Sortie : 9 avril 2007
2. Kill the Director
Sortie : 25 juin 2007
3. Let's Dance to Joy Division
Sortie : 8 novembre 2007
4. Moving to New York
Sortie : 14 janvier 2008
5. Backfire at the Disco (republié)
Sortie : 21 avril 2008
6. Kill the Director (republié)
Sortie : 7 juillet 2008

A Guide to Love, Loss & Desperation est le premier album du groupe britannique de rock indépendant The Wombats, publié le 5 novembre 2007 au Royaume-Uni et le 24 juin 2008 aux États-Unis par 14th Floor Records.

## Liste des chansons
Toutes les paroles sont écrites par Matthew Murphy, toute la musique est composée par The Wombats.
| No  | Titre                                                                                     | Durée |
| --- | ----------------------------------------------------------------------------------------- | ----- |
| 1.  | Tales of Girls, Boys & Marsupials                                                         | 1:10  |
| 2.  | Kill the Director                                                                         | 2:42  |
| 3.  | Moving to New York                                                                        | 3:31  |
| 4.  | Lost in the Post                                                                          | 3:06  |
| 5.  | Party in a Forest (Where's Laura?)                                                        | 3:27  |
| 6.  | School Uniforms                                                                           | 3:14  |
| 7.  | Here Comes the Anxiety                                                                    | 2:31  |
| 8.  | Let's Dance to Joy Division                                                               | 3:11  |
| 9.  | Backfire at the Disco                                                                     | 3:13  |
| 10. | Little Miss Pipedream                                                                     | 4:12  |
| 11. | Dr. Suzanne Mattox PhD                                                                    | 3:33  |
| 12. | Patricia the Stripper                                                                     | 4:01  |
| 13. | My First Wedding (version piano de Tales of Girls, Boys and Marsupials en chanson cachée) | 6:38  |